# Bezirk Ciężkowice
Bezirk Ciężkowice – dawny powiat (Bezirk) kraju koronnego Królestwo Galicji i Lodomerii, funkcjonujący w latach 1854–1867. Siedzibą starostwa było miasto Ciężkowice.

## Historia
Bezirk Ciężkowice utworzono w ramach reformy uwłaszczeniowej z okresu Wiosny Ludów (1848–1849), która likwidowała jurysdykcję właściciela ziemskiego nad poddanymi. W Galicji, dominium – jako podstawowa jednostka administracyjna i filar systemu feudalnego straciło rację bytu. Konieczne stało się zatem wprowadzenie nowego systemu administracyjnego, którego zręby powstały w latach 1851–1855. Nowy trójstopniowy podział administracyjny objął 21 cyrkułów (niem. Kreise), 179 małych powiatów (niem. Bezirke) i ponad 6000 gmin (niem. Gemeinde). 
Bezirk Ciężkowice objął obszar o wielkości 4,4 mil², zamieszkany był przez 17.175 ludzi i podzielony na 38 gmin katastralnych, w tym jedno miasto (Ciężkowice) i jedno miasteczko (Bobowa). Wszedł w skład cyrkułu sądeckiego, jako jeden z jego dziesięciu powiatów.
Po nadaniu Galicji autonomii oraz powołaniu samorządu gminnego i powiatowego w 1865 zlikwidowano cyrkuły (Kreise). Dotychczasowe małe powiaty (Bezirke) w liczbie 179, utrzymały się do 1867 roku, kiedy to w następstwie kolejnej reformy administracyjnej (23 stycznia 1867) zostały zastąpione przez 74 większe powiaty. Obszar zniesionego Bezirk Ciężkowice wszedł wtedy w skład nowych powiatów: nowosądeckiego, grybowskiego, gorlickiego i brzeskiego (vide podział w tabeli poniżej). 19 czerwca 1867, 1 sierpnia 1878 i 1 listopada 1879 częściowo zmieniono granice tych powiatów. Powiat grybowski zniesiono 1 kwietnia 1932, a jego terytorium włączono do powiatów nowosądeckiego, gorlickiego i tarnowskiego (podział ten skorygowano nieco 23 lipca 1934).

## Podział administracyjny (1854)
| Lp. | Gmina jednostkowa                    | Powierzchnia | Ludność | Powiat w 1867 po zniesieniu |
| --- | ------------------------------------ | ------------ | ------- | --------------------------- |
| 1   | Ciężkowice (M)                       | 1755         | 1929    | grybowski                   |
| 2   | Berdechów                            | 325          | 142     | grybowski                   |
| 3   | Bobowa (m)                           | 1005         | 1107    | grybowski                   |
| 4   | Stróżna                              | 1430         | 637     | grybowski                   |
| 5   | Pławna i Zimna Wódka                 | 520          | 264     | gorlicki                    |
| 6   | Sędziszowa                           | 510          | 309     | gorlicki                    |
| 7   | Bogoniowice                          | 955          | 315     | grybowski                   |
| 8   | Kipszna                              | 770          | 315     | grybowski                   |
| 9   | Ostrusza                             | 1480         | 635     | grybowski                   |
| 10  | Tursko                               | 475          | 235     | grybowski                   |
| 11  | Kąśna Dolna, Górna i Przybyłów       | 2705         | 918     | grybowski                   |
| 12  | Brzana Dolna                         | 455          | 251     | grybowski                   |
| 13  | Brzana Górna                         | 1070         | 371     | grybowski                   |
| 14  | Lipniczka                            | 380          | 232     | grybowski                   |
| 15  | Jankowa                              | 715          | 300     | grybowski                   |
| 16  | Rostoka i Brzeziny                   | 1345         | 388     | nowosądecki                 |
| 17  | Radajowice                           | 1035         | 369     | nowosądecki                 |
| 18  | Rożnów, Wiesiółka i Łaziska          | 1020         | 272     | nowosądecki                 |
| 19  | Tabaszowa i Witkówka                 | 740          | 251     | nowosądecki                 |
| 20  | Tropie, Wiatrowice i Chabalina       | 1070         | 362     | nowosądecki                 |
| 21  | Zagórze i Gierowa                    | 615          | 138     | nowosądecki                 |
| 22  | Znamirowice i Załęże (Niżne i Wyżne) | 985          | 201     | nowosądecki                 |
| 23  | Podole z Górową                      | 1545         | 239     | nowosądecki                 |
| 24  | Glinik z Podglinikiem                | 615          | 751     | nowosądecki                 |
| 25  | Przydonica                           | 1415         | 751     | grybowski                   |
| 26  | Łyczana                              | 710          | 268     | nowosądecki                 |
| 27  | Janczowa                             | 840          | 292     | nowosądecki                 |
| 28  | Jasienna                             | 1600         | 623     | nowosądecki                 |
| 29  | Gródek i Kobyle                      | 885          | 201     | nowosądecki                 |
| 30  | Bujne                                | 510          | 116     | nowosądecki                 |
| 31  | Bartkowa i Posadowa                  | 1585         | 547     | nowosądecki                 |
| 32  | Jastrzębia                           | 3220         | 1160    | grybowski                   |
| 33  | Bruśnik                              | 1657         | 559     | grybowski                   |
| 34  | Bukowiec                             | 1195         | 302     | grybowski                   |
| 35  | Falkowa                              | 855          | 257     | grybowski                   |
| 36  | Jamna z Potokami                     | 945          | 226     | brzeski                     |
| 37  | Siekierczyna                         | 1885         | 473     | grybowski                   |
| 38  | Lipnica i Niecew                     | 3590         | 1220    | nowosądecki                 |

Objaśnienie:
(M) = miasto; (m) = miasteczko